# Ust-Uda
Ust-Uda (russisch Усть-У́да) ist eine Siedlung städtischen Typs in der Oblast Irkutsk in Russland mit 5173 Einwohnern (Stand 14. Oktober 2010).

## Geographie
Der Ort liegt etwa 220 km Luftlinie nordnordwestlich des Oblastverwaltungszentrums Irkutsk am rechten Ufer der dort zum Bratsker Stausee angestauten Angara etwa 30 km oberhalb der Einmündung des rechten Nebenflusses Uda.
Ust-Uda ist Verwaltungszentrum des Rajons Ust-Udinski sowie Sitz und einzige Ortschaft der Stadtgemeinde Ust-Udinskoje gorodskoje posselenije.

## Geschichte
Der Ort wurde 1690 am rechten Ufer der Angara unterhalb der Uda-Mündung gegründet und als Ust-Udinskaja oder später auch Ust-Udinskoje bezeichnet (ust(je) steht im Russischen für „Mündung“). Im 19. Jahrhundert wurde es Verwaltungssitz einer Wolost, 1925 bereits unter der heutigen Namensform Verwaltungssitz eines nach ihm benannten Rajons. Bei der Flutung des Bratsker Stausees ab 1961 wurde das alte Dorf völlig überflutet und eine neue Ortschaft 30 km flussaufwärts erbaut. Als deren Gründungsjahr gilt 1962; zugleich erhielt sie den Status einer Siedlung städtischen Typs.

### Bevölkerungsentwicklung
| Jahr | Einwohner |
| ---- | --------- |
| 1911 | 566       |
| 1939 | 2536      |
| 1959 | 3127      |
| 1970 | 4779      |
| 1979 | 4596      |
| 1989 | 5190      |
| 2002 | 5307      |
| 2010 | 5173      |

Anmerkung: ab 1939 Volkszählungsdaten (bis 1959 Dorf Ust-Uda) 

## Verkehr
Nach Ust-Uda führt die Regionalstraße 25N-002, die gut 15 km südlich von der 25N-009 (ehemals R420) Salari – Schigalowo abzweigt, wo sie beim benachbarten, am gegenüberliegenden Angara-Ufer befindlichen Rajonzentrum Balagansk per Autofähre den Bratsker Stausee überquert. Bei Salari besteht Anschluss an die föderale Fernstraße R255 Sibir (ehemals M53) Nowosibirsk – Irkutsk; dort befindet sich auch an der Transsibirischen Eisenbahn, etwa 80 km von Ust-Uda entfernt, die nächstgelegene Bahnstation.